# The Old Plantation
The Old Plantation (en español, La vieja plantación) es una acuarela de arte popular estadounidense que probablemente se pintó a finales del siglo XVIII en una plantación de Carolina del Sur. La pintura destaca por su fecha temprana, su representación creíble y no estereotipada de los esclavos en el continente norteamericano y el hecho de que los esclavos se muestran persiguiendo sus propios intereses. El artista ha sido identificado como el propietario de esclavos de Carolina del Sur, John Rose, la pintura puede representar su plantación situada en lo que ahora es el condado de Beaufort.

## Descripción e interpretación
La pintura representa a varios esclavos afroamericanos entre dos pequeñas dependencias de una plantación ubicada cerca de un ancho río. The Old Plantation es la única pintura conocida de su época que representa a los afroamericanos solos, preocupados solo el uno por el otro, aunque su actividad central sigue siendo un misterio. Algunos escritores han especulado que la pintura representa una ceremonia de matrimonio, con la tradición concomitante de saltar la escoba. Sin embargo, los estudiosos han sugerido que los sujetos están realizando una danza secular: los patrones de danza de África Occidental tradicionalmente incluyen palos y una variedad de posiciones corporales. Los tocados en la imagen son de origen africano occidental.
La pintura presenta a dos músicos masculinos sentados, uno de ellos toca un instrumento de cuerda que se asemeja a un molo yoruba; ya que el cuerpo de este instrumento parece ser una calabaza hueca. El molo es el precursor del banjo, y esta es la pintura estadounidense más antigua conocida que representa un instrumento similar al banjo. El segundo músico toca un instrumento de percusión que se parece a un gudugudu yoruba. Lo más probable es que esté tocando una calabaza boca abajo con palos. Las dos mujeres enfrente sostienen lo que parecen bufandas, pero en realidad son sheguras, cascabeles hechos de una calabaza encerrada en una red de longitud variable en la que se han tejido objetos duros.

## Artista y procedencia
Durante décadas se desconoció la identidad del artista, así como la procedencia de la pintura antes de 1935, cuando Holger Cahill la compró a Mary E. Lyles de Columbia (Carolina del Sur). Sin embargo, en 2010, Susan P. Shames, bibliotecaria de Colonial Williamsburg, publicó un libro titulado The Old Plantation: The Artist Revealed en el que argumenta que el artista era el propietario de una plantación de Carolina del Sur, John Rose. Shames sugiere además que la imagen muestra esclavos en la plantación de Rose en lo que ahora es el condado de Beaufort, Carolina del Sur, o una cercana.
En 1775, Rose fue nombrado Secretario del Tribunal de Causas Comunes en el distrito de Beaufort, un nombramiento que implica su estatus educado y su familiaridad con los funcionarios gubernamentales. Para 1795, poseía un lote en la ciudad de Beaufort, así como un terreno rural de 813 acres en el río Coosaw en la parroquia de Prince William. Empleó mano de obra esclava para cultivar esta última propiedad. Al menos cincuenta de estos esclavos han sido identificados por su nombre, y probablemente poseía otros. Shames sugiere que los esclavos y la plantación representados en la imagen eran de Rose. Sin embargo, el ancho río en el término medio plantea dudas sobre si Rose poseía propiedades a ambos lados de este límite natural y, por lo tanto, si representó su propia vivienda y dependencias en el fondo, o las de un vecino. Rose se mudó al área de Dorchester en el actual condado de Colleton en 1795 y murió en 1820 en Charleston después de caerse de un caballo.
En su testamento, Rose dejó su acuarela de esclavos danzantes a su yerno, Thomas Davis Stall (1770-1848). Según Shames, permaneció en la familia durante más de cien años, hasta que finalmente se vendió en una subasta de la propiedad de Rose Rowan Ellis Copes (1846-1927) de Orangeburg (Carolina del Sur), probablemente en 1928 o 1929. Fue comprada por un comerciante interino no identificado o por Mary Earle Lyles (n. 1878) de Columbia. Ciertamente estaba en posesión de Lyles en 1935, cuando fue comprada por Holger Cahill, actuando como agente de Abby Aldrich Rockefeller. Sin embargo, según Lyles, fue pintada en una plantación entre Charleston y Orangeburg. Se ha identificado una marca de agua en el papel como la utilizada por el fabricante de papel inglés James Whatman II (1741-1798) entre 1777 y 1794.
Rockefeller y Cahill transfirieron la pintura a Williamsburg (Virginia), para que formara parte de la colección Rockefeller en Ludwell-Paradise House. Más tarde fue regalada a Colonial Williamsburg. La pintura se encuentra actualmente expuesta en el Museo de Arte Popular Abby Aldrich Rockefeller en Williamsburg.